# 張諲
張諲（？—？），因排行第五，又稱張五，溫州永嘉縣人。
早年出游，在少室山隱居苦讀十余年。曾到过蜀中。官至刑部员外郎。天宝中，辭官归少室山，不复出仕。曾先後隱居襄阳、宣城。晚年歸溫州，卒于故里。
张諲能诗，兼善繪畫，又善草書、隶書。一說贾似道曾藏其《春山游赏图》，杨慎曾見過《神鹰图》，传世作品已不多见。